# 房状雲

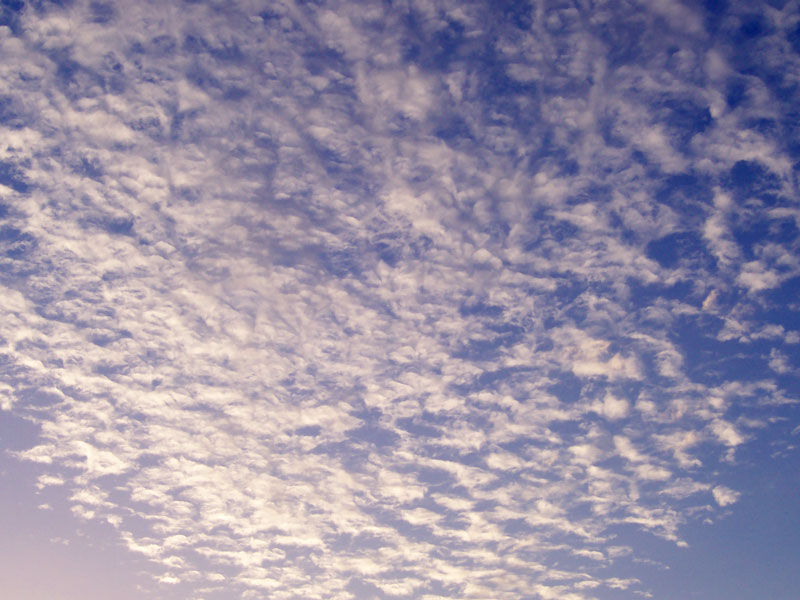
房状巻雲

房状雲（ぼうじょううん、ラテン語学術名:floccus、略号:flo）とは、巻雲、巻積雲、高積雲、層積雲に見られる雲種の1つ。積雲に似てふわりとした房（ふさ）のような形の雲。房状巻雲、房状巻積雲、房状高積雲、房状層積雲と呼ぶこともある。
巻雲の場合は細いすじ状の雲の先端が丸くなっていることが特徴。巻積雲、高積雲や層積雲の場合、雲の1つ1つの塊（雲片）が丸く、下部にぼろぼろと崩れた部分がみられる。房状巻積雲は見かけの大きさ（視角度）が1度より小さいが、房状巻雲は1度より小さいものも大きいものもある。
巻積雲、高積雲や層積雲の場合、雲のある層における大気の不安定性により発生する。これらの雲では、塔状雲の下部が消えることで変化して房状雲になる場合があり、層積雲は頻度が高い。
房状高積雲や房状層積雲には、筋状の尾のような尾流雲がみられることがある。
雲片が次第に融合していくこともある。雲片の並びが波模様になることがある。雲種のなかでも観察できる頻度は多くない。
"floccus"は、ラテン語で「羊毛や綿毛の房」を意味する。